# Lilian Seng
Lilian Seng (* 18. April 1920 in Heidelberg, Deutschland; † 3. Januar 2015) war eine deutsche Filmeditorin mit langjähriger Karriere beim heimischen Film und Fernsehen der Jahre 1945 bis 1980.

## Leben
Seng, Tochter eines Diplomingenieurs und seiner adeligen Gattin, besuchte das Lyzeum und ließ sich anschließend, in der Frühphase des Zweiten Weltkriegs, bei der Tobis zur Schnittmeisterin ausbilden. Unmittelbar vor Kriegsende, 1944/45, wurde Lilian Seng erstmals mit dem Endschnitt zweier Kinospielfilme betraut, die zu diesem Zeitpunkt noch nicht fertiggestellt waren. Ihre Nachkriegskarriere startete die gebürtige Heidelbergerin 1946 bei der soeben gegründeten DEFA. Für diese Staatsfirma schnitt Seng 1948/49 zwei der bedeutendsten Filme vor Gründung der DDR: Affaire Blum und Rotation.
1950 beendete sie ihre dortige Schnitt-Tätigkeit und konzentrierte sich, mit Wohnsitzen in Berlin-Zehlendorf und München, auf Aufträge bundesrepublikanischer und (West-)Berliner Firmen. Zu ihren wichtigsten Arbeiten zählten seitdem Filme berühmter Regisseure wie Julien Duvivier, Alfred Weidenmann, Wolfgang Liebeneiner, Willi Forst und Wolfgang Staudte. Trotz zum Teil hochkarätiger Produktionsstandards, besaß keiner dieser Filme eine künstlerisch überragende Bedeutung.
Seit ihrer Arbeit an der Krimireihe Stahlnetz 1961 gewann das Fernsehen verstärkt an Bedeutung in Sengs Karriere. Nach mehreren Einzelproduktionen betreute sie in späteren Jahren auch populäre Serien und Reihen wie Die unsterblichen Methoden des Franz Josef Wanninger und Tatort. Mit dem Schnitt zu Egon Günthers ambitionierter, siebenteiligen Fernsehproduktion Exil beendete Lilian Seng 1980 60-jährig ihr Berufsleben.

## Filmografie
als Editorin beim Kinofilm, wo nicht anders angegeben
- 1944/48: Eine alltägliche Geschichte
- 1945: Der Scheiterhaufen (unvollendet)
- 1947: Kein Platz für Liebe
- 1948: Die seltsamen Abenteuer des Herrn Fridolin B.
- 1948: Affaire Blum
- 1949: Rotation
- 1949: Der Biberpelz
- 1950: Der Kahn der fröhlichen Leute
- 1950: Sensation im Savoy
- 1950: Die Nacht ohne Sünde
- 1951: Blaubart
- 1953: Maske in Blau
- 1953: Fanfaren der Ehe
- 1953: Der unsterbliche Lump
- 1954: Dieses Lied bleibt bei dir
- 1954: Marianne
- 1955: Königswalzer
- 1956: Rosen für Bettina
- 1956: Der Meineidbauer
- 1956: Rose Bernd
- 1957: Casino de Paris
- 1957: Eine Frau, die weiß, was sie will
- 1958: Ist Mama nicht fabelhaft?
- 1958: Solange das Herz schlägt
- 1959: Liebe, Luft und lauter Lügen
- 1960: Bumerang
- 1960: Ingeborg
- 1960: Kirmes
- 1960: An heiligen Wassern
- 1961: Bis zum Ende aller Tage
- 1961: Stahlnetz (eine Folge der Krimireihe)
- 1962: Bekenntnisse eines möblierten Herrn
- 1963: Don Carlos –  Infant von Spanien (Fernsehfilm)
- 1964: Der Hund des Generals (Fernsehfilm)
- 1965: Der Ruepp (Fernsehfilm)
- 1965: Antigone (Fernsehfilm)
- 1967: Flucht ohne Ausweg (dreiteiliger Fernsehfilm)
- 1967: Nathan der Weise (Fernsehfilm)
- 1968: Othello (Fernsehfilm)
- 1970: Die Marquise von B. (Fernsehfilm)
- 1974: Tatort: Der Mann aus Zimmer 22 (Tatort-Krimifolge)
- 1976: Tatort: Zwei Leben (Tatort-Krimifolge)
- 1977: Tatort: Spätlese (Tatort-Krimifolge)
- 1978: Tatort: Der Feinkosthändler (Tatort-Krimifolge)
- 1978–79: Die unsterblichen Methoden des Franz Josef Wanninger (Fernsehserie)
- 1980: Tatort: Der Zeuge (Tatort-Krimifolge)
- 1980: Exil (siebenteiliger Fernsehfilm)